# Sphaerilloides macmahoni
Sphaerilloides macmahoni là một loài chân đều trong họ Armadillidae. Loài này được Chilton miêu tả khoa học năm 1901.